# Miroslav Klose
Miroslav Josef Klose (tiếng Đức: [ˈmiːʁoslaf ˈkloːzə] ⓘ, tiếng Ba Lan: Mirosław Józef Klose; sinh ngày 9 tháng 6 năm 1978) là một huấn luyện viên bóng đá chuyên nghiệp người Đức và là cựu cầu thủ hiện là huấn luyện viên trưởng của câu lạc bộ 1. FC Nürnberg ở Bundesliga 2. Là một tiền đạo cắm, Klose là cầu thủ ghi bàn hàng đầu mọi thời đại cho đội tuyển Đức và giữ kỷ lục ghi nhiều bàn thắng nhất ở FIFA World Cup.
Trong sự nghiệp của mình, Klose từng thi đấu cho các câu lạc bộ tại Bundesliga là Kaiserslautern, Werder Bremen và Bayern Munich, và năm năm cuối sự nghiệp cho Lazio tại Serie A. Anh giành được hai danh hiệu vô địch Bundesliga với Bayern Munich và vô địch cúp quốc gia với Bayern, Werder Bremen và Lazio.
Klose là vua phá lưới World Cup 2006 tổ chức tại Đức với năm bàn thắng. Anh cũng là một trong ba cầu thủ duy nhất (người còn lại là Teófilo Cubillas và Thomas Müller) ghi ít nhất năm bàn trong hai kỳ World Cup khác nhau và là cầu thủ duy nhất ghi được ít nhất bốn bàn trong ba lần tham gia giải đấu này. Ngày 11 tháng 8 năm 2014, Klose chính thức giã từ tuyển Đức sau khi cùng đội tuyển Đức giành chức vô địch World Cup 2014, với 136 lần ra sân và ghi được 71 bàn thắng.

## Sự nghiệp thi đấu tại câu lạc bộ
Klose sinh tại Opole, Ba Lan. Anh sinh ra trong một gia đình có truyền thống thể thao: mẹ anh, Barbara Jeż là thành viên của đội tuyển bóng ném nữ quốc gia Ba Lan. Cha anh Josef Klose thi đấu bóng đá chuyên nghiệp tại Ba Lan cho Odra Opole trước khi ông rời Ba Lan năm 1978 để đến Pháp gia nhập AJ Auxerre. Năm 1985, Miroslav và mẹ chuyển đến Kusel, Đức. Cha của Klose là người Đức nên họ đã được chấp nhận định cư tại Tây Đức.
Klose bắt đầu đá bóng tại câu lạc bộ địa phương Blaubach-Diedelkopf, thi đấu ở giải hạng 7 Đức. Anh còn hoàn thành 1 khóa học nghề thợ mộc và từng làm nghề này một thời gian trước khi ký hợp đồng thi đấu chuyên nghiệp cho FC Kaiserslautern.

### Kaiserslautern
Trước khi gia nhập FC Kaiserslautern, Klose còn có khoảng thời gian thi đấu cho FC Homburg. Tại Kaiserslautern, Klose đã thi đấu trong 5 năm từ 1999 đến 2004. Trong 67 trận đầu tiên, anh đã ghi được 33 bàn. Trước khi chuyển đến Werder Bremen, anh đã có 52 bàn trong 145 trận thi đấu. Thành tích ghi bàn tại Kaiserslautern đã giúp anh được gọi vào đội tuyển Đức dự World Cup 2002.

### Werder Bremen

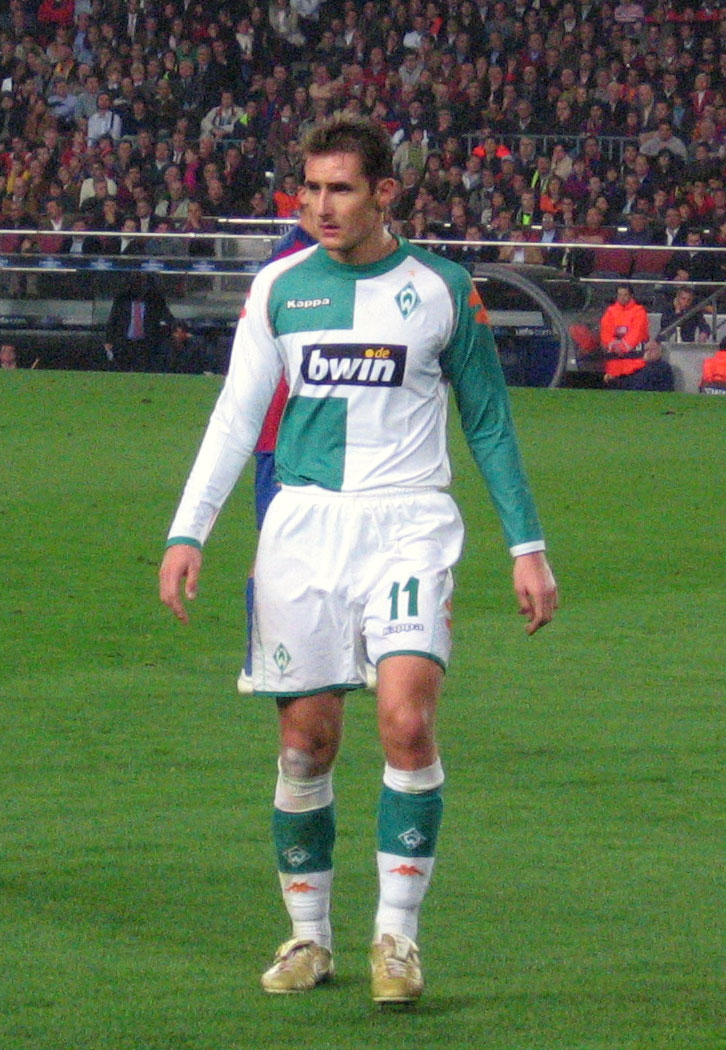
Miroslav Klose tại Werder Bremen

Klose chuyển đến Werder Bremen vào năm 2004]] với giá chuyển nhượng 5 triệu €. Tại đây anh đã cùng tiền vệ người Pháp Johan Micoud, tiền đạo người Croatia Ivan Klasnić và kẻ cả tiền đạo người Paraguay Nelson Valdez tạo thành một hàng tấn công cực mạnh và mùa giải đầu tiên cho Bremen anh ghi được 15 bàn.
Với khả năng đánh đầu của mình, Klose trở thành một trong những tiền đạo đáng sợ nhất của giải Bundesliga. Mùa giải 2005-2006, anh ghi được 25 bàn trong 26 lần ra sân, trở thành vua phá lưới Bundesliga mùa giải năm đó. Anh còn có 16 đường chuyền thành bàn cho đồng đội. Thành tích này cũng giúp anh trở thành Cầu thủ xuất sắc nhất Bundesliga mùa giải 2005-2006. Đầu mùa giải 2006-2007, anh lại cùng Bremen lần đầu giành League Cup Đức.
Sau màn trình diễn tuyệt vời tại World Cup 2006 với đội tuyển Đức, Klose trở thành mục tiêu săn đuổi của các câu lạc bộ bóng đá hàng đầu Châu Âu như Barcelona, Juventus và nhất là Bayern Munich, câu lạc bộ vừa trải qua 1 mùa giải không thành công và đang muốn cải tổ lại toàn bộ. Chủ tịch Bayern Franz Beckenbauer đã thuyết phục Klose đến Bayern và cuối cùng vào ngày 7 tháng 6 năm 2007, Klose tuyên bố sẽ rời Werder Bremen và câu lạc bộ đành bán anh trước khi anh trở thành cầu thủ tự do khi hợp đồng giữa anh và câu lạc bộ kết thúc vào cuối mùa giải 2007-2008. Trước khi đến Bayern, Klose đã có 64 bàn qua 132 trận thi đấu cho Bremen.

### Bayern Munich
Ngày 26 tháng 6 năm 2007, Karl-Heinz Rummenigge tuyên bố Bayern Munich đã thành công trong vụ chuyển nhượng Klose và giá trị bản hợp đồng là 15 triệu euro cùng thời hạn là 4 năm. Ngày 28 tháng 6, anh hoàn thành kì kiểm tra y tế và chính thức trở thành cầu thủ Bayern.
Klose có trận đầu tiên cho Bayern trong trận chính gặp đội bóng cũ Werder Bremen tại DFB-Ligapokal. Sau đó anh không dự trận gặp VfB Stuttgart vì chấn thương nhưng trong trận chung kết gặp Schalke 04, anh đã ghi bàn góp phần giúp Bayern giành ngôi vô địch.
Tại Bayern, Klose đá cặp với Luca Toni và Lukas Podolski. Anh có trận đầu tiên tại Bundesliga trong trận gặp Hansa Rostock vào ngày 11 tháng 8 năm 2007 và anh đã ghi được 2 bàn trong chiến thắng 3-0 của Bayern. Cuối tháng 9, anh lập hat-trick trong trận Bayern thắng Energie Cottbus 5-0.
Mùa giải đầu tiên, Klose cùng Bayern giành được cú đúp vô địch Bundeslia và cúp quốc gia Đức nhưng thành tích ghi bàn của anh có phần giảm sút so với các mùa giải trước. Anh ghi được 10 bàn tại Bundesliga và 5 bàn tại UEFA Cup.
Cuối mùa giải 2011-12, không đạt được thỏa thuận ký hợp đồng mới với Bayern, Klose đã rời đội bóng nước Đức sau 4 năm, với 24 bàn trong 98 trận tại Bundesliga.

### Lazio
Klose đã ký hợp đồng hai năm với Lazio vào ngày 9 tháng 6 năm 2011. Lazio là đội bóng đầu tiên bên ngoài nước Đức mà Klose thi đấu. Klose có bàn thắng đầu tiên cho Lazio trong chiến thắng 6-0 trước FK Rabotnički ở vòng sơ loại UEFA Europa League 2012, đồng thời còn kiến tạo 4 bàn thắng khác. Chung cuộc Lazio thắng Rabotnicki 9-1 sau hai lượt đi về. Ngày 9 tháng 9 năm 2011, anh có trận đấu đầu tiên tại Serie A và ghi bàn chỉ sau 12 phút trong trận hòa 2-2 với Milan. Anh đạt đến cột mốc 5 bàn thằng đầu tiên chỉ sau 7 trận.

#### 2015-16
Ngày 15 tháng 5 năm 2016, Klose ghi bàn thắng cuối cùng cho Lazio trong trận đấu cuối cùng của anh cho câu lạc bộ từ chấm phạt đền trong trận thua 4-2 trước Fiorentina tại Serie A. Với tổng cộng 64 bàn thắng cho Lazio, anh cân bằng kỷ lục của Goran Pandev là cầu thủ không phải người Ý ghi nhiều bàn thắng nhất cho câu lạc bộ và đứng thứ bảy trong danh sách các cầu ghi bàn hàng đầu trong lịch sử Lazio.
Ngày 1 tháng 11 năm 2016, Klose chính thức tuyên bố giải nghệ ở tuổi 38, và ngay lập tức Liên đoàn Bóng đá Đức xác nhận anh sẽ gia nhập ban huấn luyện đội tuyển Đức để hỗ trợ huấn luyện viên trưởng Joachim Löw.

## Sự nghiệp thi đấu tại đội tuyển quốc gia
Trong màu áo 1. FC Kaiserslautern, Klose ngày càng được chú ý vì khả năng ghi bàn của mình. Tháng 1 năm 2001, huấn luyện viên trưởng đội tuyển bóng đá quốc gia Ba Lan lúc đó là Jerzy Engel đã đến Đức để thuyết phục anh chơi cho Ba Lan. Nhưng Klose đã từ chối và nói anh quyết định sẽ thi đấu cho đội tuyển bóng đá quốc gia Đức. Ngày 24 tháng 3 năm 2001, anh thi đấu trận đầu tiên cho đội tuyển Đức dưới thời huấn luyện viên Rudi Völler trong trận gặp Albania. Anh vào sân từ băng ghế dự bị và ghi bàn thắng ấn định tỉ số 2-1 cho Đức từ pha đánh đầu ở cự li gần.

### World Cup 2002
Tại World Cup 2002 tổ chức tại Hàn Quốc và Nhật Bản, Klose đã có 5 bàn thắng và tất cả đều từ những pha dứt điểm bằng đầu và đều diễn ra ở vòng đấu bảng. Trận đầu tiên anh lập hat-trick trong chiến thắng 8-0 của Đức trước Ả Rập Saudi. Tiếp theo là bàn thắng trong trận hoà Cộng hòa Ireland 1-1 và cuối cùng là trong chiến thắng 2-0 trước Cameroon. Tại giải này, Đức đã lọt vào đến trận chung kết và thua Brasil 2-0, giành ngôi á quân thế giới.

### World Cup 2006

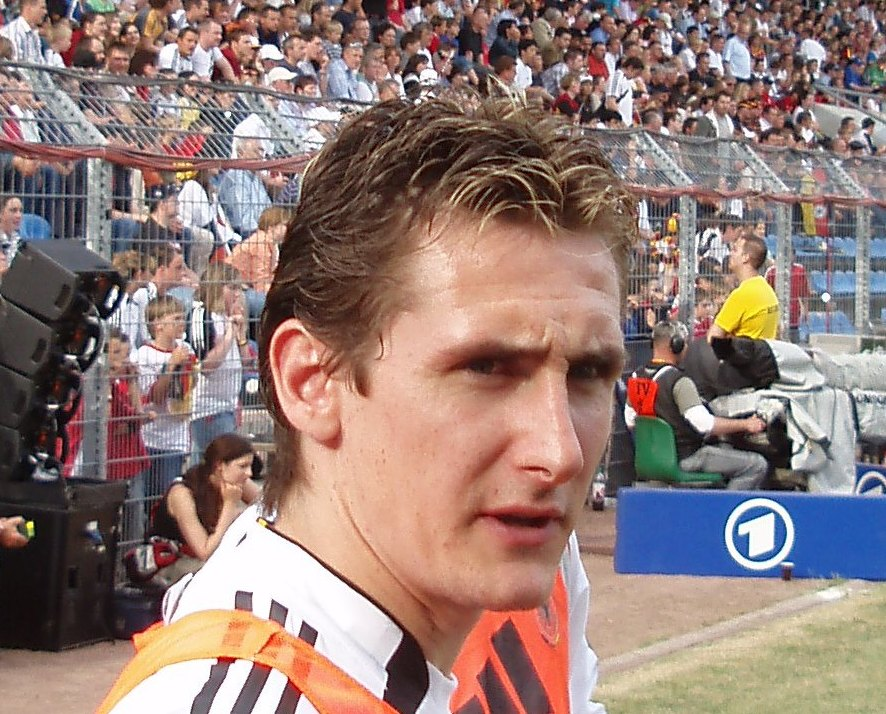
Miroslav Klose tại World Cup 2006

World Cup 2006 tổ chức tại Đức lại một lần nữa chứng kiến sự toả sáng của Klose. Trong trận khai mạc gặp Costa Rica vào ngày 9 tháng 6 cũng là sinh nhật lần thứ 28 của mình, Klose đã lần lượt ghi hai bàn thắng ở phút 17 và 61 mang về chiến thắng 4-2 cho người Đức để được bầu chọn là Cầu thủ xuất sắc nhất trận đấu. Rồi trong trận cuối cùng của vòng bảng gặp Ecuador vào ngày 20 tháng 6, anh tiếp tục ghi thêm hai bàn thắng nữa.
Tại vòng đấu loại trực tiếp, anh không ghi bàn trong chiến thắng 2-0 trước Thụy Điển nhưng vẫn được bầu chọn là Cầu thủ xuất sắc nhất trận đấu. Tại trận tứ kết gặp Argentina, anh ghi bàn thắng vô cùng quan trọng ở phút 81 khi Đức đang bị dẫn trước 1-0. Sau đó Đức giành thắng lợi 4-2 trong loạt sút luân lưu để vào bán kết và dừng bước trước đội tuyển Ý với tỉ số 2-0. Chung cuộc người Đức giành hạng ba sau thắng lợi trước Bồ Đào Nha và Klose trở thành cầu thủ Đức thứ hai sau Gerd Müller đoạt danh hiệu vua phá lưới World Cup hay Chiếc giày vàng. Anh còn cùng đồng đội Michael Ballack được bầu chọn vào đội hình tiêu biểu của World Cup.
Ngày 6 tháng 9 năm 2006, Klose ghi hai bàn trong chiến thắng 13-0 của Đức trước San Marino tại vòng loại Euro 2008. Hai bàn thắng này đưa tổng số bàn thắng của anh cho đội tuyển lên con số 33, bằng với cựu danh thủ Fritz Walter và giúp anh xếp hạng 7 trong số những tay săn bàn hàng đầu của bóng đá Đức. Ngày 8 tháng 9 năm 2007, Klose lần đầu tiên mang băng đội trưởng đội tuyển Đức trong trận gặp Wales và anh ghi cả hai bàn trong trận đấu đó, giúp Đức thắng 2-0.

### Euro 2008
Klose tiếp tục có tên trong 23 cầu thủ Đức tham dự Euro 2008 của huấn luyện viên Joachim Löw. Trận đầu tiên gặp Ba Lan vào ngày 8 tháng 6 năm 2008, Klose không trực tiếp ghi bàn nhưng cả hai bàn thắng của Lukas Podolski đều có dấu ấn của Klose. Hai trận còn lại của vòng bảng gặp Croatia và Áo anh cũng không ghi bàn.
Tại vòng tứ kết ngày 19 tháng 6 gặp Bồ Đào Nha, Klose ghi bàn nâng tỉ số trận đấu lên 2-0 ở phút 26 từ pha đá phạt của Bastian Schweinsteiger. Chung cuộc Đức thắng Bồ Đào Nha 3-2.
Tại vòng bán kết gặp Thổ Nhĩ Kỳ, bàn thắng của Klose ở phút 79 giúp Đức có được lợi thế dẫn bàn 2-1 và người chuyền bóng cho anh ghi bàn là Philipp Lahm. Tuy nhiên bàn bàn thắng này của anh cũng nhờ pha ra vào không hợp lý của thủ môn Rüştü Reçber bên phía Thổ Nhĩ Kỳ. Chung cuộc Đức thắng 3-2 và lọt vào chung kết.
Tại trận chung kết Euro 2008, trận chung kết giải đấu lớn thứ hai của Klose sau trận chung kết World Cup 2002 gặp Brasil, Đức lại một lần nữa thất bại và lần này là trước Tây Ban Nha. Bàn thắng duy nhất trong trận đấu của Fernando Torres ở phút 33 khiến Klose và các đồng đội bỏ lỡ cơ hội có được danh hiệu vô địch Euro lần đầu tiên. Anh còn bị thay ra ở cuối hiệp 2 để nhường chỗ cho tiền đạo Mario Gómez.

### World Cup 2010
Klose là một trong 23 cầu thủ Đức tham dự Giải bóng đá vô địch thế giới 2010 và đây là kì World Cup lần thứ ba trong sự nghiệp của anh. Ngay trong trận mở màn thắng Úc 4-0, Klose đã nâng tỉ số trận đấu lên 2-0 bằng quả đánh đầu từ đường chuyền của Philipp Lahm. Tuy nhiên, ở trận đấu tiếp theo với 
Serbia, anh bị truất quyền thi đấu ở phút thứ 37 của trận đấu vì nhận hai thẻ vàng. Không quá một phút sau khi Klose rời sân, tiền vệ Serbia Milan Jovanovic đã ghi bàn thắng duy nhất của trận đấu.
Đến ngày 27 tháng 6, trong trận đấu tại vòng 2 với đội tuyển Anh, Klose đã ghi bàn thắng mở tỉ số với pha thoát xuống rồi xỉa bóng vào góc lưới từ pha phát bóng dài của thủ môn Đức Manuel Neuer. Trận đấu tứ kết với Argentina là trận đấu thứ 100 của Klose cho đội tuyển quốc gia. Anh đã ghi hai bàn thắng trong trận này giúp Đức giành chiến thắng chung cuộc 4-0, đồng thời có được 14 bàn thắng qua 3 kỳ World Cup để đứng thứ hai trong danh sách các cầu thủ ghi nhiều bàn nhất tại World Cup, bằng với số bàn thắng của Gerd Müller và cách kỷ lục của tiền đạo Brasil Ronaldo 1 bàn.
Trong trận bán kết với Tây Ban Nha, đội tuyển Đức đã để thua 1-0 và Klose cũng đã dính chấn thương khá nặng sau trận đấu này. Do đó, anh đã không thể góp mặt trong trận tranh huy chương đồng với Uruguay để có thể phá vỡ kỷ lục ghi bàn của Ronaldo.

### Euro 2012
Ngày 3 tháng 9 năm 2010, Klose ghi bàn thắng duy nhất trong trận đấu mở màn của đội tuyển Đức tại vòng loại Euro 2012 với Bỉ. Trước trận Đức - Azerbaijan ở Köln ngày 7 tháng 9, anh đã được Hiệp hội bóng đá Đức trao tặng kỷ niệm chương nhân dịp anh gia nhập Câu lạc bộ 100, bao gồm những cầu thủ đã khoác áo tuyển Đức từ 100 trận trở lên. Trong trận đấu này, Klose đã lập cú đúp trong chiến thắng 6-1 của đội tuyển Đức. Kết thúc vòng loại Euro 2012, anh ghi được chín bàn thắng và đứng đầu danh sách ghi bàn của đội tuyển Đức trong vòng loại này.
Tại Euro 2012, anh chỉ ghi được duy nhất một bàn thắng trong trận tứ kết thắng Hy Lạp 4-2.

### World Cup 2014

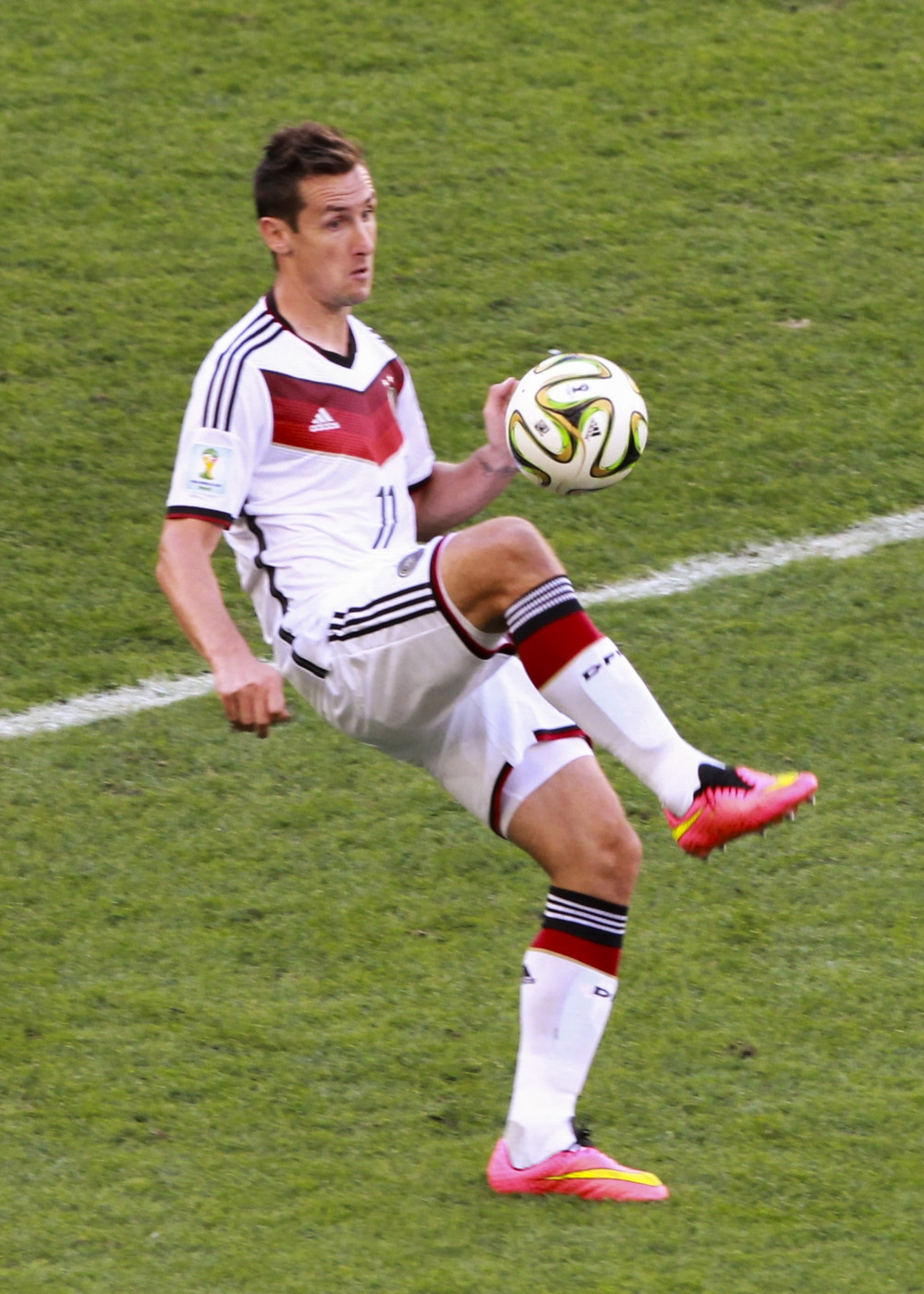
Klose thi đấu tại World Cup 2014

Tại vòng loại World Cup 2014, Klose đã đóng góp bốn bàn thắng trên tổng số 36 bàn thắng của đội tuyển nước này. Ngày 7 tháng 6 năm 2014, trong trận giao hữu trước thềm World Cup 2014 giữa Đức và Armenia (kết thúc với tỉ số 6-1), Klose được huấn luyện viên Joachim Löw tung vào sân ở phút 71. Và chỉ 5 phút sau khi có mặt trên sân, Klose đã làm tung lưới Armenia với pha đánh đầu cận thành sau quả tạt bên cánh trái của Lukas Podolski, nâng tỉ số lên thành 3-1. Đây là bàn thắng thứ 69 của Klose sau 132 trận khoác áo đội tuyển Đức và với bàn thắng này, Klose đã chính thức vượt qua Gerd Müller (ghi 68 bàn trong giai đoạn 1967 - 1974) để trở thành cầu thủ ghi nhiều bàn thắng nhất trong lịch sử đội tuyển Đức.
Klose được chọn vào đội hình đội tuyển Đức tham dự World Cup 2014, kỳ World Cup thứ tư trong sự nghiệp của anh, ở tuổi 35. Trong trận đấu vòng bảng với Ghana, khi chỉ mới vào sân được hai phút từ băng ghế dự bị, anh đã ghi bàn thắng gỡ hòa 2-2 cho đội tuyển Đức. Bàn thắng này đã giúp Klose được ghi danh vào lịch sử World Cup với tư cách cầu thủ ghi nhiều bàn thắng nhất trong lịch sử các kỳ World Cup với 15 bàn thắng, bằng với thành tích của Ronaldo.
Tại trận bán kết gặp chính chủ nhà Brasil, Klose đã ghi bàn nâng tỷ số lên 2-0 bằng cú đá bồi cận thành đánh bại thủ thành Júlio César, góp vào chiến thắng đậm lịch sử 7-1 trước đội chủ nhà, qua đó độc chiếm danh hiệu cầu thủ ghi nhiều bàn thắng nhất trong lịch sử các vòng chung kết World Cup với 16 bàn thắng.
Trận đấu cuối cùng của Klose tại các kỳ World Cup là trận chung kết World Cup 2014 với Argentina. Anh được đá chính từ đầu và bị thay ra ở phút 88 để nhường chỗ cho Mario Götze, cầu thủ sau đó đã ghi bàn thắng duy nhất của trận đấu để giúp đội tuyển Đức có danh hiệu vô địch World Cup lần thứ tư trong lịch sử, đồng thời Đức trở thành đội tuyển châu Âu đầu tiên vô địch World Cup trên đất châu Mỹ.
Ngày 11 tháng 8 năm 2014, Klose chính thức giã từ tuyển Đức sau khi cùng đội tuyển Đức giành chức vô địch World Cup 2014, với 136 lần ra sân và ghi được 71 bàn thắng.

## Phong cách chơi
Klose là một tiền đạo mạnh mẽ, nổi tiếng với kỹ năng không chiến và ghi bàn bằng đầu với khả năng chọn vị trí, chớp thời cơ, và tì đè rất tốt của mình. Ngoài ra, Klose còn thường làm tường cho đồng đội.

### Phong cách ăn mừng
Klose thường hay ăn mừng bàn thắng bằng cách lộn somersault một vòng 360 độ trên không.

### Chơi đẹp
Klose cũng được biết đến là một cầu thủ rất fair play. Khi còn khoác áo Werder Bremen, trong trận đấu với Arminia Bielefeld vào ngày 30 tháng 4 năm 2005, anh đã từ chối một quả phạt đến vì cho rằng quyết định của trọng tài là không chính xác. Klose sau đó đã nhận giải fair play cho hành động này. Cuối tháng 9 năm 2012, trong trận đấu giữa Lazio và Napoli, sau khi Klose đưa được bóng vào lưới của đối phương (Napoli), anh đã thừa nhận với trọng tài là bàn thắng không hợp lệ do cầu thủ người Đức đã có tình huống để bóng chạm tay. Trọng tài đã rút lại bàn thắng đó, quyết định không rút thẻ vàng với Klose và bắt tay anh. Các cầu thủ của Napoli, bao gồm cả thủ thành Morgan De Sanctis, cũng ôm lấy Klose như thể anh là đồng đội của họ.

## Thống kê sự nghiệp thi đấu

### Câu lạc bộ
Tính đến 15 tháng 5 năm 2016.
| Câu lạc bộ           | Mùa bóng            | Giải vô địch quốc gia | Giải vô địch quốc gia | Giải vô địch quốc gia | Cúp quốc gia | Cúp quốc gia | Cúp liên đoàn | Cúp liên đoàn | Cúp châu Âu | Cúp châu Âu | Khác1   | Khác1     | Tổng cộng | Tổng cộng |
| Câu lạc bộ           | Mùa bóng            | Hạng                  | Số trận               | Bàn thắng             | Số trận      | Bàn thắng    | Số trận       | Bàn thắng     | Số trận     | Bàn thắng   | Số trận | Bàn thắng | Số trận   | Bàn thắng |
| -------------------- | ------------------- | --------------------- | --------------------- | --------------------- | ------------ | ------------ | ------------- | ------------- | ----------- | ----------- | ------- | --------- | --------- | --------- |
| 1. FC Kaiserslautern | 1999–2000           | Bundesliga            | 2                     | 0                     | 0            | 0            | 0             | 0             | 0           | 0           | —       | —         | 2         | 0         |
| 1. FC Kaiserslautern | 2000–01             | Bundesliga            | 29                    | 9                     | 2            | 0            | 2             | 0             | 12          | 2           | —       | —         | 45        | 11        |
| 1. FC Kaiserslautern | 2001–02             | Bundesliga            | 31                    | 16                    | 4            | 0            | —             | —             | —           | —           | —       | —         | 35        | 16        |
| 1. FC Kaiserslautern | 2002–03             | Bundesliga            | 32                    | 9                     | 4            | 4            | —             | —             | —           | —           | —       | —         | 36        | 13        |
| 1. FC Kaiserslautern | 2003–04             | Bundesliga            | 26                    | 10                    | 1            | 1            | —             | —             | 2           | 1           | —       | —         | 29        | 12        |
| 1. FC Kaiserslautern | Tổng cộng           | Tổng cộng             | 120                   | 44                    | 11           | 5            | 2             | 0             | 14          | 3           | —       | —         | 147       | 52        |
| Werder Bremen        | 2004–05             | Bundesliga            | 32                    | 15                    | 4            | 0            | 1             | 0             | 8           | 2           | —       | —         | 45        | 17        |
| Werder Bremen        | 2005–06             | Bundesliga            | 26                    | 25                    | 3            | 2            | 2             | 0             | 9           | 4           | —       | —         | 40        | 31        |
| Werder Bremen        | 2006–07             | Bundesliga            | 27                    | 10                    | 1            | 0            | 2             | 0             | 13          | 2           | —       | —         | 43        | 12        |
| Werder Bremen        | Tổng cộng           | Tổng cộng             | 85                    | 50                    | 8            | 2            | 5             | 0             | 30          | 8           | —       | —         | 128       | 60        |
| Bayern Munich        | 2007–08             | Bundesliga            | 27                    | 10                    | 6            | 5            | 2             | 1             | 12          | 5           | —       | —         | 47        | 21        |
| Bayern Munich        | 2008–09             | Bundesliga            | 26                    | 10                    | 4            | 3            | —             | —             | 8           | 7           | —       | —         | 38        | 20        |
| Bayern Munich        | 2009–10             | Bundesliga            | 25                    | 3                     | 5            | 2            | —             | —             | 8           | 1           | —       | —         | 38        | 6         |
| Bayern Munich        | 2010–11             | Bundesliga            | 20                    | 1                     | 4            | 3            | —             | —             | 2           | 1           | 1       | 1         | 27        | 6         |
| Bayern Munich        | Tổng cộng           | Tổng cộng             | 98                    | 24                    | 18           | 13           | 2             | 1             | 30          | 14          | 1       | 1         | 149       | 53        |
| Lazio                | 2011–12             | Serie A               | 27                    | 13                    | 2            | 0            | —             | —             | 6           | 3           | —       | —         | 35        | 16        |
| Lazio                | 2012–13             | Serie A               | 29                    | 15                    | 2            | 0            | —             | —             | 5           | 1           | —       | —         | 36        | 16        |
| Lazio                | 2013–14             | Serie A               | 25                    | 7                     | 0            | 0            | —             | —             | 3           | 1           | 1       | 0         | 29        | 8         |
| Lazio                | 2014–15             | Serie A               | 34                    | 13                    | 6            | 3            | —             | —             | —           | —           | —       | —         | 40        | 16        |
| Lazio                | 2015–16             | Serie A               | 24                    | 7                     | 1            | 0            | —             | —             | 4           | 1           | 1       | 0         | 30        | 8         |
| Lazio                | Tổng cộng           | Tổng cộng             | 139                   | 55                    | 11           | 3            | —             | —             | 18          | 6           | 2       | 0         | 170       | 64        |
| Tổng cộng sự nghiệp  | Tổng cộng sự nghiệp | Tổng cộng sự nghiệp   | 446                   | 176                   | 48           | 23           | 9             | 1             | 92          | 31          | 3       | 1         | 598       | 232       |

- 1.^ Bao gồm Siêu cúp Đức và Siêu cúp Ý.

### Đội tuyển quốc gia

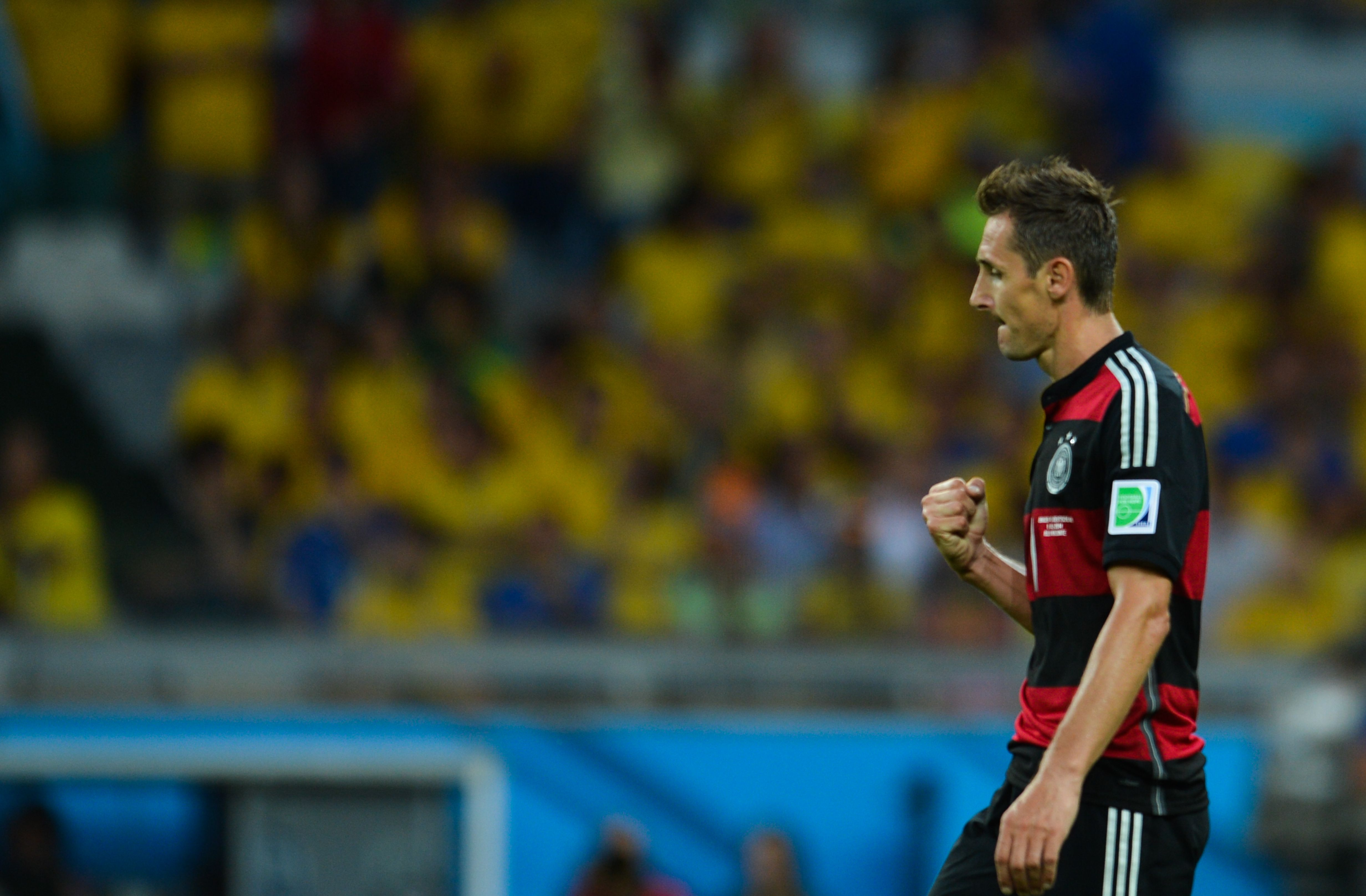
Klose hiện đang giữ kỷ lục là cầu thủ ghi nhiều bàn thắng nhất tại các vòng chung kết World Cup với 16 bàn

Tính đến 13 tháng 7 năm 2014
| Đức       | Đức  | Đức |
| Năm       | Trận | Bàn |
| --------- | ---- | --- |
| 2001      | 7    | 2   |
| 2002      | 17   | 12  |
| 2003      | 10   | 1   |
| 2004      | 11   | 5   |
| 2005      | 5    | 0   |
| 2006      | 17   | 13  |
| 2007      | 5    | 3   |
| 2008      | 15   | 8   |
| 2009      | 6    | 4   |
| 2010      | 12   | 10  |
| 2011      | 8    | 5   |
| 2012      | 13   | 4   |
| 2013      | 4    | 1   |
| 2014      | 7    | 3   |
| Tổng cộng | 137  | 71  |

### Bàn thắng quốc tế
| #   | Ngày                 | Địa điểm                                          | Đối thủ          | Bàn thắng | Kết quả | Giải đấu                 |
| --- | -------------------- | ------------------------------------------------- | ---------------- | --------- | ------- | ------------------------ |
| 1.  | 24 tháng 3 năm 2001  | BayArena, Leverkusen, Đức                         | Albania          | 2–1       | 2–1     | Vòng loại World Cup 2002 |
| 2.  | 28 tháng 3 năm 2001  | Sân vận động Olympic, Athens, Hy Lạp              | Hy Lạp           | 3–2       | 4–2     | Vòng loại World Cup 2002 |
| 3.  | 13 tháng 2 năm 2002  | Sân vận động Fritz Walter, Kaiserslautern, Đức    | Israel           | 1–1       | 7–1     | Giao hữu                 |
| 4.  | 13 tháng 2 năm 2002  | Sân vận động Fritz Walter, Kaiserslautern, Đức    | Israel           | 2–1       | 7–1     | Giao hữu                 |
| 5.  | 13 tháng 2 năm 2002  | Sân vận động Fritz Walter, Kaiserslautern, Đức    | Israel           | 4–1       | 7–1     | Giao hữu                 |
| 6.  | 18 tháng 5 năm 2002  | BayArena, Leverkusen, Đức                         | Áo               | 1–0       | 6–2     | Giao hữu                 |
| 7.  | 18 tháng 5 năm 2002  | BayArena, Leverkusen, Đức                         | Áo               | 2–0       | 6–2     | Giao hữu                 |
| 8.  | 18 tháng 5 năm 2002  | BayArena, Leverkusen, Đức                         | Áo               | 4–2       | 6–2     | Giao hữu                 |
| 9.  | 1 tháng 6 năm 2002   | Sapporo Dome, Sapporo, Nhật Bản                   | Ả Rập Xê Út      | 1–0       | 8–0     | World Cup 2002           |
| 10. | 1 tháng 6 năm 2002   | Sapporo Dome, Sapporo, Nhật Bản                   | Ả Rập Xê Út      | 2–0       | 8–0     | World Cup 2002           |
| 11. | 1 tháng 6 năm 2002   | Sapporo Dome, Sapporo, Nhật Bản                   | Ả Rập Xê Út      | 5–0       | 8–0     | World Cup 2002           |
| 12. | 5 tháng 6 năm 2002   | Sân vận động bóng đá Kashima, Kashima, Nhật Bản   | Cộng hòa Ireland | 1–0       | 1–1     | World Cup 2002           |
| 13. | 11 tháng 6 năm 2002  | Sân vận động Shizuoka, Shizuoka, Nhật Bản         | Cameroon         | 2–0       | 2–0     | World Cup 2002           |
| 14. | 16 tháng 10 năm 2002 | AWD-Arena, Hannover, Đức                          | Quần đảo Faroe   | 2–1       | 2–1     | Vòng loại Euro 2004      |
| 15. | 11 tháng 6 năm 2003  | Tórsvøllur, Tórshavn, Quần đảo Faroe              | Quần đảo Faroe   | 1–0       | 2–0     | Vòng loại Euro 2004      |
| 16. | 18 tháng 2 năm 2004  | Sân vận động Poljud, Split, Croatia               | Croatia          | 1–0       | 2–1     | Giao hữu                 |
| 17. | 17 tháng 11 năm 2004 | Sân vận động Trung tâm, Leipzig, Đức              | Cameroon         | 1–0       | 3–0     | Giao hữu                 |
| 18. | 17 tháng 11 năm 2004 | Sân vận động Trung tâm, Leipzig, Đức              | Cameroon         | 2–0       | 3–0     | Giao hữu                 |
| 19. | 16 tháng 12 năm 2004 | Sân vận động Quốc tế Yokohama, Yokohama, Nhật Bản | Nhật Bản         | 1–0       | 3–0     | Giao hữu                 |
| 20. | 16 tháng 12 năm 2004 | Sân vận động Quốc tế Yokohama, Yokohama, Nhật Bản | Nhật Bản         | 3–0       | 3–0     | Giao hữu                 |
| 21. | 1 tháng 3 năm 2006   | Westfalenstadion, Dortmund, Đức                   | Hoa Kỳ           | 3–0       | 4–1     | Giao hữu                 |
| 22. | 27 tháng 5 năm 2006  | Dreisamstadion, Freiburg, Đức                     | Luxembourg       | 1–0       | 7–0     | Giao hữu                 |
| 23. | 27 tháng 5 năm 2006  | Dreisamstadion, Freiburg, Đức                     | Luxembourg       | 4–0       | 7–0     | Giao hữu                 |
| 24. | 30 tháng 5 năm 2006  | BayArena, Leverkusen, Đức                         | Nhật Bản         | 1–2       | 2–2     | Giao hữu                 |
| 25. | 9 tháng 6 năm 2006   | Allianz Arena, Munich, Đức                        | Costa Rica       | 2–1       | 4–2     | World Cup 2006           |
| 26. | 9 tháng 6 năm 2006   | Allianz Arena, Munich, Đức                        | Costa Rica       | 3–1       | 4–2     | World Cup 2006           |
| 27. | 20 tháng 6 năm 2006  | Sân vận động Olympic, Berlin, Đức                 | Ecuador          | 1–0       | 3–0     | World Cup 2006           |
| 28. | 20 tháng 6 năm 2006  | Sân vận động Olympic, Berlin, Đức                 | Ecuador          | 2–0       | 3–0     | World Cup 2006           |
| 29. | 30 tháng 6 năm 2006  | Sân vận động Olympic, Berlin, Đức                 | Argentina        | 1–1       | 1–1     | World Cup 2006           |
| 30. | 16 tháng 8 năm 2006  | Veltins-Arena, Gelsenkirchen, Đức                 | Thụy Điển        | 2–0       | 3–0     | Giao hữu                 |
| 31. | 16 tháng 8 năm 2006  | Veltins-Arena, Gelsenkirchen, Đức                 | Thụy Điển        | 3–0       | 3–0     | Giao hữu                 |
| 32. | 6 tháng 9 năm 2006   | Sân vận động Olimpico, Serravalle, San Marino     | San Marino       | 3–0       | 13–0    | Vòng loại Euro 2008      |
| 33. | 6 tháng 9 năm 2006   | Sân vận động Olimpico, Serravalle, San Marino     | San Marino       | 6–0       | 13–0    | Vòng loại Euro 2008      |
| 34. | 8 tháng 9 năm 2007   | Sân vận động Thiên niên kỷ, Cardiff, Wales        | Wales            | 1–0       | 2–0     | Vòng loại Euro 2008      |
| 35. | 8 tháng 9 năm 2007   | Sân vận động Thiên niên kỷ, Cardiff, Wales        | Wales            | 2–0       | 2–0     | Vòng loại Euro 2008      |
| 36. | 17 tháng 11 năm 2007 | AWD Arena, Hannover, Đức                          | Síp              | 2–0       | 4–0     | Vòng loại Euro 2008      |
| 37. | 6 tháng 2 năm 2008   | Sân vận động Ernst Happel, Vienna, Áo             | Áo               | 2–0       | 3–0     | Giao hữu                 |
| 38. | 26 tháng 3 năm 2008  | St. Jakob-Park, Basel, Thụy Sĩ                    | Thụy Sĩ          | 1–0       | 4–0     | Giao hữu                 |
| 39. | 27 tháng 5 năm 2008  | Sân vận động Fritz Walter, Kaiserslautern, Đức    | Belarus          | 1–0       | 2–2     | Giao hữu                 |
| 40. | 19 tháng 6 năm 2008  | St. Jakob-Park, Basel, Thụy Sĩ                    | Bồ Đào Nha       | 2–0       | 3–2     | Euro 2008                |
| 41. | 25 tháng 6 năm 2008  | St. Jakob-Park, Basel, Thụy Sĩ                    | Thổ Nhĩ Kỳ       | 2–1       | 3–2     | Euro 2008                |
| 42. | 10 tháng 9 năm 2008  | Sân vận động Olympic, Helsinki, Phần Lan          | Phần Lan         | 1–1       | 3–3     | Vòng loại World Cup 2010 |
| 43. | 10 tháng 9 năm 2008  | Sân vận động Olympic, Helsinki, Phần Lan          | Phần Lan         | 2–2       | 3–3     | Vòng loại World Cup 2010 |
| 44. | 10 tháng 9 năm 2008  | Sân vận động Olympic, Helsinki, Phần Lan          | Phần Lan         | 3–3       | 3–3     | Vòng loại World Cup 2010 |
| 45. | 12 tháng 8 năm 2009  | Sân vận động Tofik Bakhramov, Baku, Azerbaijan    | Azerbaijan       | 2–0       | 2–0     | Vòng loại World Cup 2010 |
| 46. | 9 tháng 9 năm 2009   | AWD-Arena, Hanover, Đức                           | Azerbaijan       | 2–0       | 4–0     | Vòng loại World Cup 2010 |
| 47. | 9 tháng 9 năm 2009   | AWD-Arena, Hanover, Đức                           | Azerbaijan       | 3–0       | 4–0     | Vòng loại World Cup 2010 |
| 48. | 10 tháng 10 năm 2009 | Sân vận động Luzhniki, Moscow, Nga                | Nga              | 1–0       | 1–0     | Vòng loại World Cup 2010 |
| 49. | 13 tháng 6 năm 2010  | Sân vận động Moses Mabhida, Durban, Nam Phi       | Úc               | 2–0       | 4–0     | World Cup 2010           |
| 50. | 27 tháng 6 năm 2010  | Sân vận động Free State, Bloemfontein, Nam Phi    | Anh              | 1–0       | 4–1     | World Cup 2010           |
| 51. | 3 tháng 7 năm 2010   | Sân vận động Cape Town, Cape Town, Nam Phi        | Argentina        | 2–0       | 4–0     | World Cup 2010           |
| 52. | 3 tháng 7 năm 2010   | Sân vận động Cape Town, Cape Town, Nam Phi        | Argentina        | 4–0       | 4–0     | World Cup 2010           |
| 53. | 3 tháng 9 năm 2010   | Sân vận động Nhà vua Baudouin, Brussels, Bỉ       | Bỉ               | 1–0       | 1–0     | Vòng loại Euro 2012      |
| 54. | 7 tháng 9 năm 2010   | Sân vận động RheinEnergie, Cologne, Đức           | Azerbaijan       | 3–0       | 6–1     | Vòng loại Euro 2012      |
| 55. | 7 tháng 9 năm 2010   | Sân vận động RheinEnergie, Cologne, Đức           | Azerbaijan       | 6–1       | 6–1     | Vòng loại Euro 2012      |
| 56. | 8 tháng 10 năm 2010  | Sân vận động Olympic, Berlin, Đức                 | Thổ Nhĩ Kỳ       | 1–0       | 3–0     | Vòng loại Euro 2012      |
| 57. | 8 tháng 10 năm 2010  | Sân vận động Olympic, Berlin, Đức                 | Thổ Nhĩ Kỳ       | 3–0       | 3–0     | Vòng loại Euro 2012      |
| 58. | 12 tháng 10 năm 2010 | Astana Arena, Astana, Kazakhstan                  | Kazakhstan       | 1–0       | 3–0     | Vòng loại Euro 2012      |
| 59. | 9 tháng 2 năm 2011   | Signal Iduna Park, Dortmund, Đức                  | Ý                | 1–0       | 1–1     | Giao hữu                 |
| 60. | 26 tháng 3 năm 2011  | Sân vận động Fritz Walter, Kaiserslautern, Đức    | Kazakhstan       | 1–0       | 4–0     | Vòng loại Euro 2012      |
| 61. | 26 tháng 3 năm 2011  | Sân vận động Fritz Walter, Kaiserslautern, Đức    | Kazakhstan       | 4–0       | 4–0     | Vòng loại Euro 2012      |
| 62. | 2 tháng 9 năm 2011   | Veltins-Arena, Gelsenkirchen, Đức                 | Áo               | 1–0       | 6–2     | Vòng loại Euro 2012      |
| 63. | 15 tháng 11 năm 2011 | Volksparkstadion, Hamburg, Đức                    | Hà Lan           | 2–0       | 3–0     | Giao hữu                 |
| 64. | 22 tháng 6 năm 2012  | PGE Arena, Gdańsk, Ba Lan                         | Hy Lạp           | 3–1       | 4–2     | Euro 2012                |
| 65. | 12 tháng 10 năm 2012 | Sân vận động Aviva, Dublin, Ireland               | Cộng hòa Ireland | 4–0       | 6–1     | Vòng loại World Cup 2014 |
| 66. | 16 tháng 10 năm 2012 | Sân vận động Olympic, Berlin, Đức                 | Thụy Điển        | 1–0       | 4–4     | Vòng loại World Cup 2014 |
| 67. | 16 tháng 10 năm 2012 | Sân vận động Olympic, Berlin, Đức                 | Thụy Điển        | 2–0       | 4–4     | Vòng loại World Cup 2014 |
| 68. | 6 tháng 9 năm 2013   | Allianz Arena, Munich, Đức                        | Áo               | 1–0       | 3–0     | Vòng loại World Cup 2014 |
| 69. | 6 tháng 6 năm 2014   | Coface Arena, Mainz, Đức                          | Armenia          | 4–1       | 6–1     | Giao hữu                 |
| 70. | 21 tháng 6 năm 2014  | Sân vận động Castelão, Fortaleza, Brasil          | Ghana            | 2–2       | 2–2     | World Cup 2014           |
| 71. | 8 tháng 7 năm 2014   | Sân vận động Mineirão, Belo Horizonte, Brasil     | Brasil           | 2–0       | 7–1     | World Cup 2014           |

## Danh hiệu
Werder Bremen
- DFL-Ligapokal: 2006

Bayern Munich
- Bundesliga: 2007–08, 2009–10
- DFB-Pokal: 2007–08, 2009–10
- DFL-Ligapokal: 2007
- DFL-Supercup: 2010

Lazio
- Coppa Italia: 2012–13

#### Đức
- FIFA World Cup: 2014; Á quân: 2002; hạng ba: 2006, 2010
- Á quân Euro: 2008

#### Cá nhân
- Chiếc giày bạc FIFA World Cup: 2002
- Chiếc giày vàng FIFA World Cup: 2006
- FIFA World Cup All-Star Team: 2002, 2006
- Cầu thủ xuất sắc nhất nước Đức: 2006
- Cầu thủ xuất sắc nhất Bundesliga: 2005–06
- Vua phá lưới Bundesliga: 2005–06 (25 bàn)
- Bundesliga top assist provider: 2005–06, 2006–07
- VDV Bundesliga Player of the Season: 2005–06
- kicker Bundesliga Team of the Season: 2004–05, 2005–06
- UEFA awards 100 caps: 2011
- UEFA President's Award: 2023

### Kỷ lục
- Cầu thủ ghi bàn nhiều nhất qua các kỳ World Cup với thành tích 16 bàn thắng.
- Cầu thủ ghi nhiều bàn thắng nhất trong lịch sử đội tuyển Đức (71 bàn so với Gerd Müller 68 bàn).[51]
- Cầu thủ đầu tiên tham gia 4 trận đấu bán kết World Cup.
- Cầu thủ duy nhất giành đủ ba loại Huy chương của World Cup trong thế kỉ 21 (1 vàng, 1 bạc, 2 đồng).
- Cầu thủ duy nhất có huy chương ở tất cả các kỳ World Cup tham gia.

## Cuộc sống cá nhân
Vợ của Klose, Sylwia Klose cũng sinh tại Ba Lan. Hai vợ chồng có hai cậu con trai song sinh tên Luan và Noah. Tháng 11 năm 2009, hai đứa con của anh bị nhiễm Cúm A/H1N1 buộc hai vợ chồng phải cách ly nhưng sau đó mọi chuyện đã trở lại bình thường.